# کریس لیتل
کریس لیتل (انگلیسی: Chris Lytle; ۱۸ اوت ۱۹۷۴ – ) آتش‌نشان، ورزشکار هنرهای رزمی ترکیبی و بوکسور اهل ایالات متحده آمریکا بود.